# 大口歧鬚鮠
大口歧鬚鮠（学名：Synodontis macrostoma）為輻鰭魚綱鯰形目倒立鯰科的其中一種，為熱帶淡水魚，分布於非洲庫內內河、奧塔萬戈河及三比西河上游流域，體長可達9.2公分，棲息在岩石底質底中層水域，生活習性不明。
其种加词“macrostoma”意为“大口的”。